# Tangkit
Tangkit is een bestuurslaag in het regentschap Muaro Jambi van de provincie Jambi, Indonesië. Tangkit telt 7901 inwoners (volkstelling 2010).